# Sound Stream sakura
Sound Stream sakura（サウンドストリームサクラ）は千葉県佐倉市上志津のライブハウス。略称はサンスト。佐倉市唯一のライブハウスである。

## 概要
2000年7月にオープンし、二度の移転を経て現在の店舗となり、2013年7月7日から現在の店名になった。旧名称は志津サウンドストリート。
2017年から佐倉市で開催している音楽フェス、「くさのねフェス」の実行委員会を務めている。
2020年には新型コロナウイルスの感染拡大の影響で苦境に陥っていた際、BOYS END SWING GIRLやHalo at 四畳半、The Cheseraseraなど、ゆかりのあるグループ20組がSound Stream sakuraを支援するプロジェクト「チラナイサクラ」を立ち上げ同名の楽曲・MVを制作、販売し収益を寄付した。